# Shiori Itō

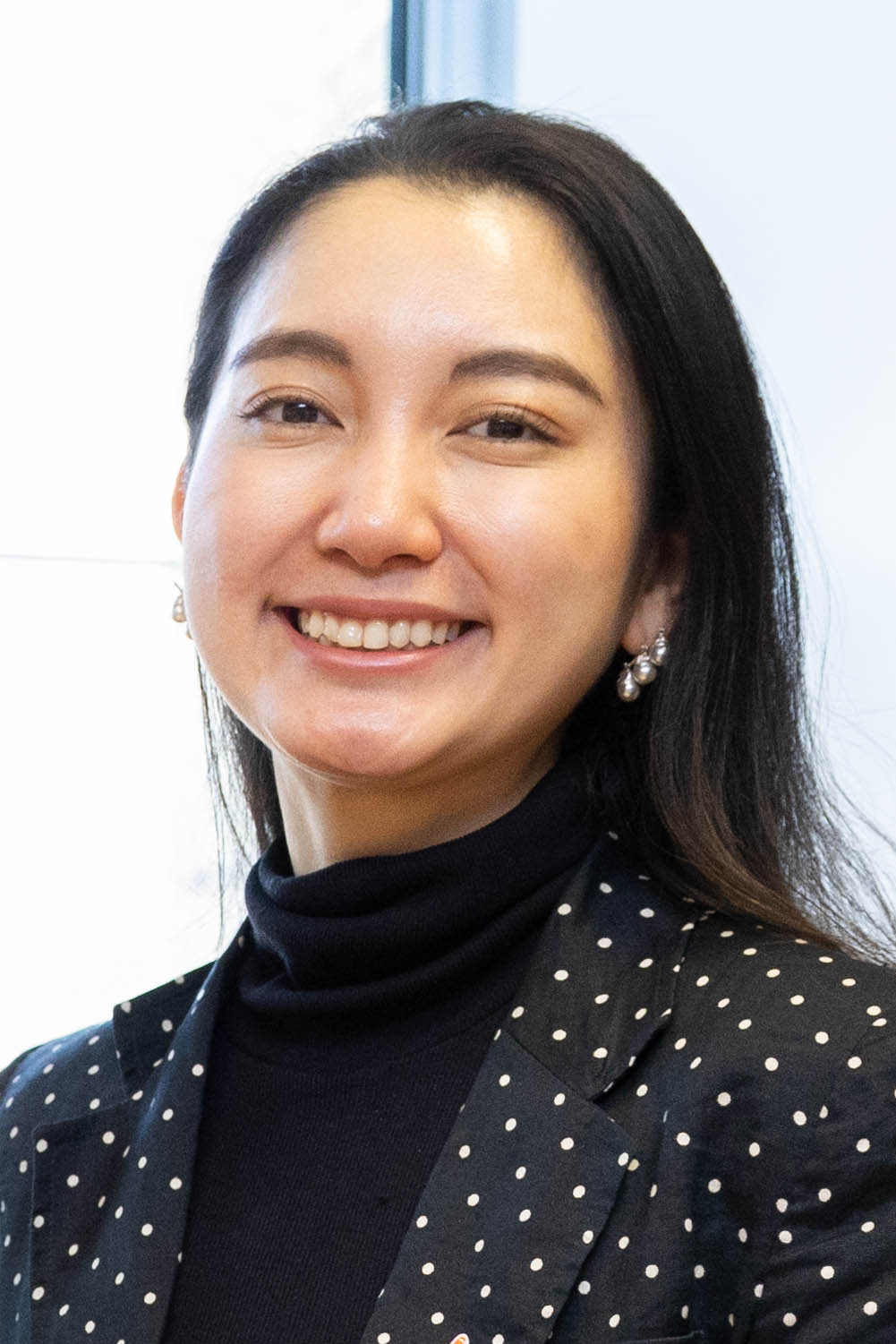
Shiori Ito (2024)

Shiori Itō (japanisch 伊藤 詩織 Itō Shiori; anhörenⓘ; * 17. Mai 1989 in der Präfektur Kanagawa) ist eine japanische Journalistin, Autorin und Filmemacherin.
Ihr ziviler Rechtsstreit mit Noriyuki Yamaguchi, einem in Japan bekannten Fernsehjournalisten, dem sie Vergewaltigung vorwirft, erregte in Japan öffentliches Interesse und wurde auch international von Massenmedien verfolgt. Auch in Institutionen, wie z. B. an Universitäten (Japanologien), wurde das Geschehen besprochen. Ihr Fall löste in Japan die Blumen-Bewegung aus und in der Folge kündigte die japanische Regierung Strafrechtsreformen an. Time Magazine nannte sie als eine der hundert einflussreichsten Personen 2020.

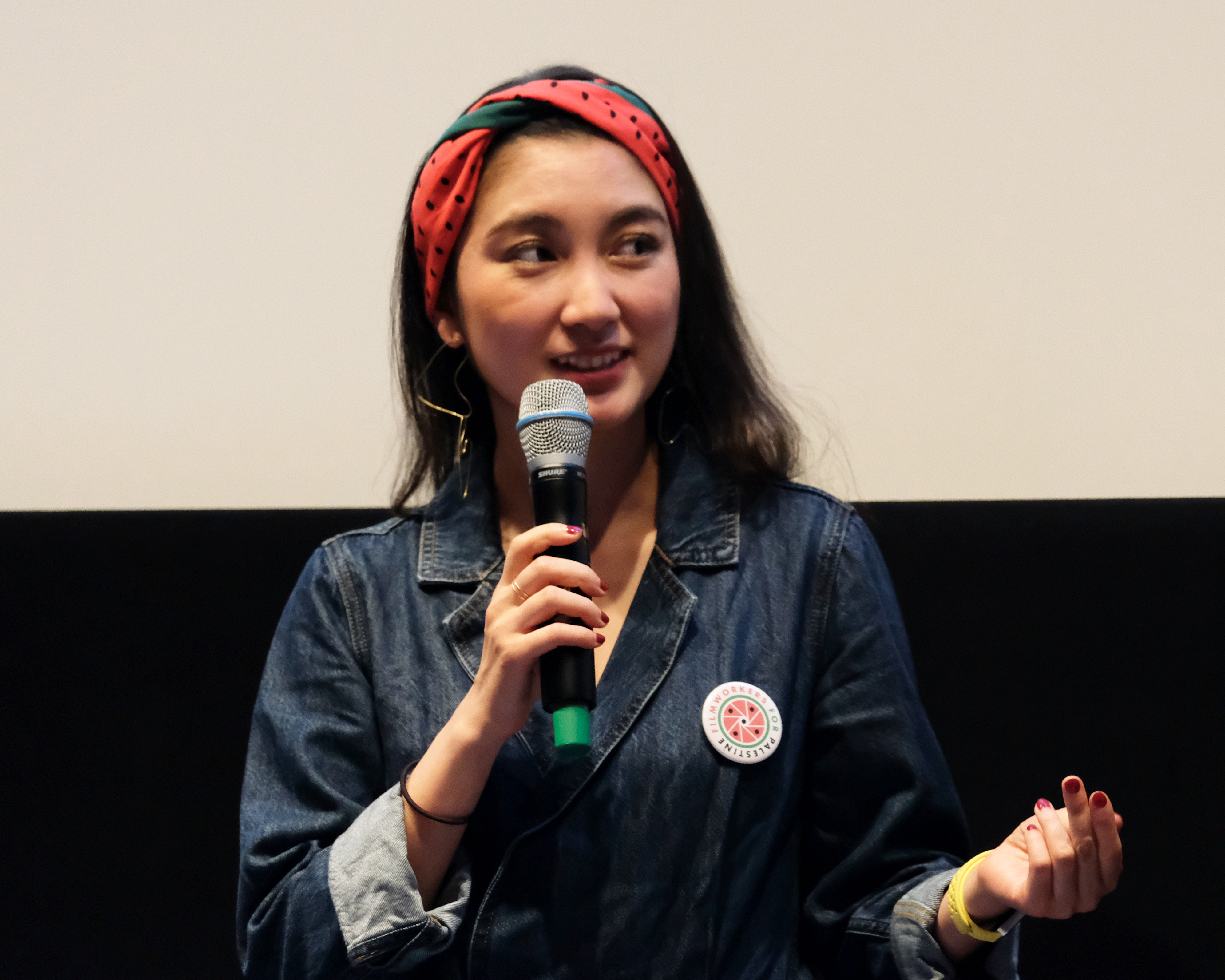
Ito am Filmfest München, 2024

Sie veröffentlichte 2024 den Dokumentarfilm Black Box Diaries über den Vergewaltigungsfall. Der Film wurde unter anderem 2025 für den Oscar nominiert; das Filmfestival Nippon Connection zeigte ihn im Sommer 2025.

## Werdegang
Während ihrer Schulzeit lebte Itō ein Jahr als Austauschschülerin im US-Bundesstaat Kansas.
Im Jahr 2013 studierte sie in New York, wo sie einen Abschluss in Fotografie und Journalismus machte. Anschließend war sie bei Thomson Reuters angestellt, ehe sie als Freie Mitarbeiterin arbeitete, einen Film über Genitalverstümmelung drehte und kolumbianische Rebellen interviewte.
Sie veröffentlichte 2017 das Buch Black Box über ihre Vergewaltigung. Das Buch wurde im folgenden Jahr von der Free Press Association of Japan mit dem Award for Best Journalism ausgezeichnet.
Itô wurde 2025 für den Film Black Box Diaries über den Kriminalfall für den Oscar für den besten Dokumentarfilm nominiert.

## Vergewaltigungsvorwurf und Rechtsstreit
Während eines Praktikums bei Thomson Reuters traf sich Itō im April 2015 mit Noriyuki Yamaguchi, einem in Japan bekannten Fernsehjournalisten, in einem Izakaya in Ebisu im Tokioter Stadtbezirk Shibuya zu einem Geschäftsessen. Während des Treffens wurde sie eigener Aussage nach auf der Toilette des Restaurants ohnmächtig, nachdem ihr schwindelig geworden war. Yamaguchi behauptet, dies sei durch den Alkoholkonsum während des Treffens geschehen. Nach dem Essen fuhr sie, woran sie sich nicht erinnern kann, per Taxi mit Yamaguchi in ein Hotel. Dem Taxifahrer zufolge erbrach sich Itō auf dem Rücksitz, äußerte aber noch die Bitte, an einer Haltestelle aussteigen zu dürfen, bevor sie nicht mehr ansprechbar war. Als sie wieder erwachte, hatte sie eigener Aussage nach Geschlechtsverkehr mit Yamaguchi, ihm zufolge einvernehmlich.
Der Fall sorgte für besondere Brisanz, da die Polizei einen zuvor erlassenen Haftbefehl zurückgezogen und die Staatsanwaltschaft das Strafverfahren eingestellt hatte. Der Beschuldigte ist eine bekannte Persönlichkeit und in Japan sind sowohl Anzeigen als auch Verurteilungen wegen Vergewaltigung eine Seltenheit. Des Weiteren muss nach japanischem Gesetz bei Vergewaltigungen nachgewiesen werden, dass der Täter Gewalt anwendete oder das Opfer bedrohte. Da Shiori Itō während des Vorfalls teilweise nicht bei Bewusstsein war, konnte der Tatbestand nicht nachgewiesen werden. Dass ihr jedoch im anschließenden Zivilprozess Schadensersatz zugesprochen wurde, wird als Grundsatzurteil gesehen, das eine Änderung des Strafrechts und der gesellschaftlichen Definition von Sexualstraftaten nach sich ziehen könnte.
Sie verklagte ihn daraufhin auf 11 Millionen Yen (etwa 90.000 Euro) Schmerzensgeld, nachdem das Strafverfahren wegen Vergewaltigung aufgrund der geringen Beweise fallengelassen worden war. Yamaguchi reichte Gegenklage ein, beschuldigte sie der Rufschädigung und Falschaussage und forderte von ihr 130 Millionen Yen (umgerechnet eine Million Euro) Schadensersatz. Im Oktober 2017 zog sie aufgrund öffentlichen Drucks bzw. Diffamierung von Tokio nach London. Im Frühjahr 2019, vor der Anhörung mit Yamaguchi, versuchte sie sich das Leben zu nehmen.
Im Dezember 2019 sprach ihr das zuständige Gericht 3,3 Millionen Yen (etwa 27.000 Euro) Schadensersatz zu. Der Beschuldigte kündigte an, in Berufung gehen zu wollen. Wegen Vergewaltigung strafrechtlich verurteilt wurde er allerdings nicht, da dafür die Beweise in diesem Fall laut Staatsanwaltschaft nicht eindeutig genug waren.

## Buchveröffentlichungen
- Shiori Itō: Black Box. 2017.
- Shiori Itō: Japan’s Secret Shame. 2018.

## Auszeichnungen
- Free Press Association of Japan – Freedom Of The Press Award (2018) for Black Box[20]
- New York Festivals Silver award (2018) for directing Undercover Asia: Lonely Deaths[21]